# Huonia oreophila
Huonia oreophila är en trollsländeart som beskrevs av Maurits Anne Lieftinck 1935. Huonia oreophila ingår i släktet Huonia och familjen segeltrollsländor. Inga underarter finns listade i Catalogue of Life.